# Taha Ali
Taha Abdi Ali, född 1 juli 1998 i Spånga församling i Stockholms län, är en svensk fotbollsspelare som spelar för Malmö FF i Allsvenskan. Han har tidigare spelat för, Bromstens IK, Helsingborgs IF, Sundbybergs IK, IFK Stocksund, Sollentuna FK, Örebro SK och Västerås SK.
Ali spelade sex landskamper och gjorde ett mål mellan 2018 och 2019 för Sveriges futsallandslag. På klubbnivå spelade han för Nacka Juniors FF och Hammarby Futsal i Svenska Futsalligan.

## Karriär
Ali är uppväxt i Tensta och började som åttaåring spela fotboll i Spånga IS. Under 2013 spelade Taha för Bromstens IK, i slutet av 2013 gick han som 15-åring till Sundbybergs IK. Ali gjorde tre mål på 11 matcher för klubben i Division 2 2017. Därefter spelade han två år i IFK Stocksund. Inför säsongen 2020 värvades Ali av Sollentuna FK. Han gjorde 10 mål och lika många assist på 29 matcher i Ettan Norra 2020 då Sollentuna slutade på tredje plats.
I februari 2021 värvades Ali av Örebro SK, där han skrev på ett treårskontrakt. Ali gjorde allsvensk debut den 24 maj 2021 i en 2–1-förlust mot Malmö FF, där han blev inbytt i den 84:e minuten. Efter snålt med speltid (totalt tre tävlingsmatcher) lånades Ali i augusti 2021 ut till Superettan-klubben Västerås SK på ett låneavtal över resten av säsongen. Lånet blev en succé för Ali som gjorde två mål och åtta assist på 15 matcher, vilket bidrog till att Västerås klarade sig kvar i Superettan. Han blev även tilldelad VLT-priset som Västerås bästa idrottare under 2021 och blev den första fotbollsspelaren från Västerås SK att vinna priset.
I februari 2022 värvades Ali av Helsingborgs IF, där han skrev på ett fyraårskontrakt. Den stora uppvisningen i Allsvenskan var den 5 maj 2022 borta mot Djurgården då han hyllades av media efter matchen.
Den 9 januari 2023 meddelades att Ali lämnar Helsingborgs IF för Malmö FF.
Den 12 november 2023 blev han svensk mästare tillsammans med Malmö FF när de vann över Elfsborg i en avgörande match hemma inför en fullsatt arena.
Ali gjorde Malmö FFs enda mål i Svenska Cupens finalmatch mot Djurgården 1 maj 2024. Hans mål såg till att Malmö FF var kvar i matchen när Djurgården kvitterade i 79' minuten. Matchen gick till förlängning där MFF vann 4-1 på straffar, Alis första cupguld.
Den 28 oktober 2024 blev han så återigen svensk mästare tillsammans med Malmö FF. Denna gång blev han även matchhjälte då han vände IFK Göteborgs 1-0 till 2-1 med ett mål och en assist.

## Meriter
Malmö FF
- Allsvenskan: 2023, 2024
- Svenska cupen: 2024